# Chambers Street – World Trade Center / Park Place (métro de New York)
Chambers Street – World Trade Center / Park Place est une station souterraine du métro de New York située dans le Financial District au sud-ouest de Manhattan. Elle est située sur deux lignes (au sens de tronçons du réseau), l'IRT Broadway-Seventh Avenue Line (métros rouges) et l'IND Eighth Avenue Line (métros bleus), issues respectivement des réseaux des anciens Interborough Rapid Transit Company (IRT) et Independent Subway System (IND). Sur la base de la fréquentation, la station figurait au 17e rang sur 421 en 2012.
Cette station est composée de trois stations:
- Chambers Street des lignes A et C
- Park Place des lignes  2 et 3
- et World Trade Center (ouvert sous le Nom Hudson Terminal) Terminus de la ligne E.

Au total, cinq services y circulent :
- les métros 2, A, et E y transitent 24/7 ;
- les métros 3 et C y circulent tout le temps, sauf durant les late nights.

Cette Station possède un passage souterrain qui permet l'accès aux stations:
- Courtland Street des lignes R et W
- WTC-Courtland de la ligne 1 (nommé Courtland Street-World Trade Center jusqu'au 11 septembre 2001)
- Fulton Street des lignes A, C, J, Z, 2, 3, 4 et 5
- World Trade Center Terminus du PATH